# Hakim Khoudi
Hakim Khoudi (sinh ngày 16 tháng 7 năm 1989) là một cầu thủ bóng đá người Algérie thi đấu cho CR Belouizdad ở vị trí hậu vệ.